# Johannes Hanstein
Johannes (genannt Jean) Hanstein (* 24. Februar 1827 in Friedberg (Hessen); † 7. Juli 1892 in Gießen) war ein hessischer Fabrikant und Politiker (Freisinn) und Abgeordneter der 2. Kammer der Landstände des Großherzogtums Hessen.
Johannes Hanstein war der Sohn des Metzgermeisters Heinrich Hanstein und dessen Ehefrau Katharina, geborene Reus. Hanstein, der evangelischen Glaubens war, war Fabrikant in Gießen und heiratete Wilhelmina geborene Klöpper.
Von 1879 bis 1887 gehörte er der Zweiten Kammer der Landstände an. Er wurde für den Wahlbezirk Oberhessen 5/Wieseck gewählt.